# Chok anan

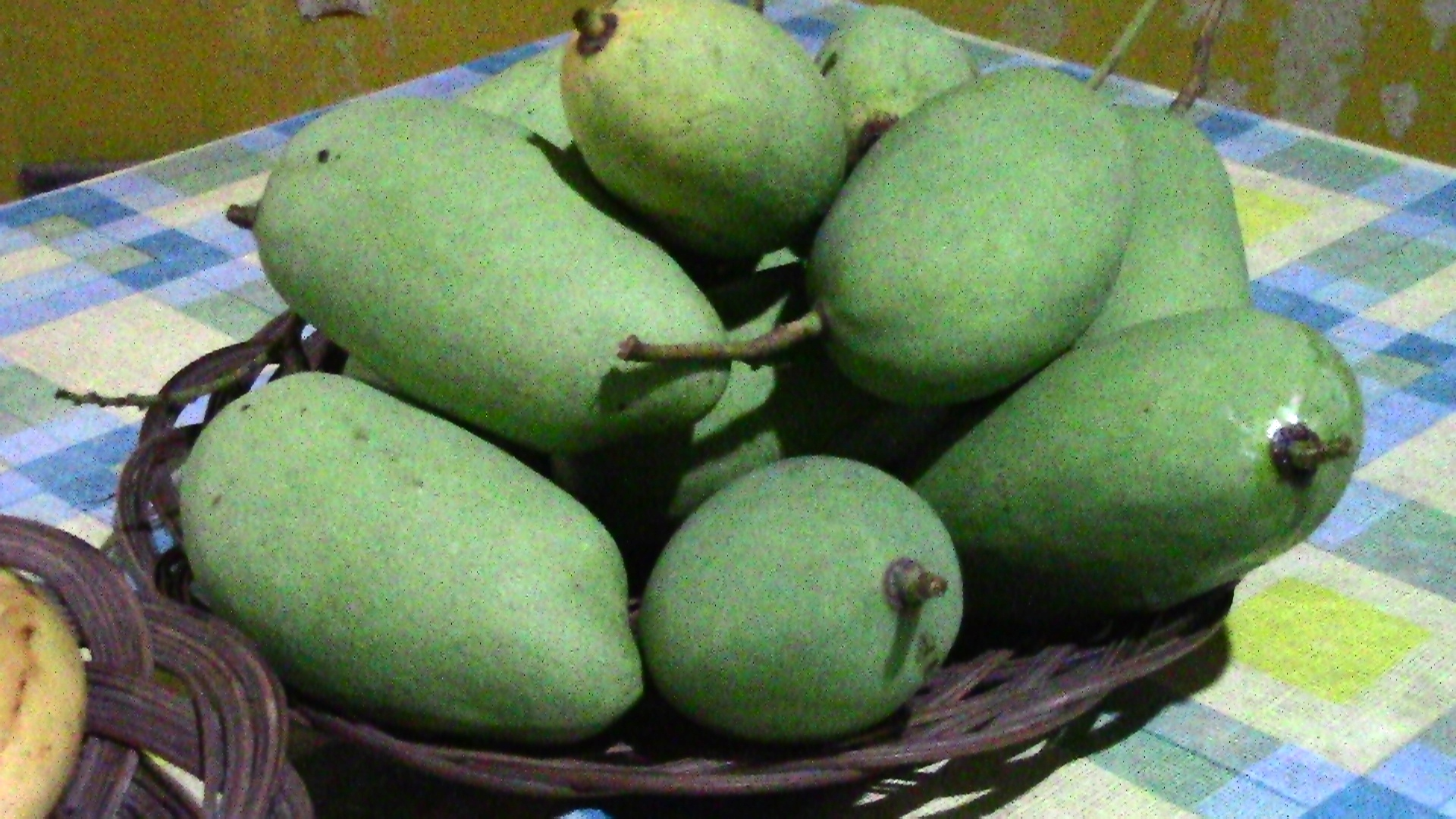
Mangos chok anan esperando maduren.

El Chauk Anan o Chok Anan (en tailandés: โชคอนัน) es una variedad de mango dulce de Tailandia, India, Bangladés y Pakistán. Posee una forma ovalada y extremos aplastados. La fruta madura y su carne son amarillo claro y posee un sabor dulce. El chauk anan también es denominado  "mango miel."
En algunas zonas al chok anan lo llaman Mango Milagroso, ya que a menudo produce frutos dos veces por año (una vez en el verano y otra cosecha durante el invierno).

## Galería

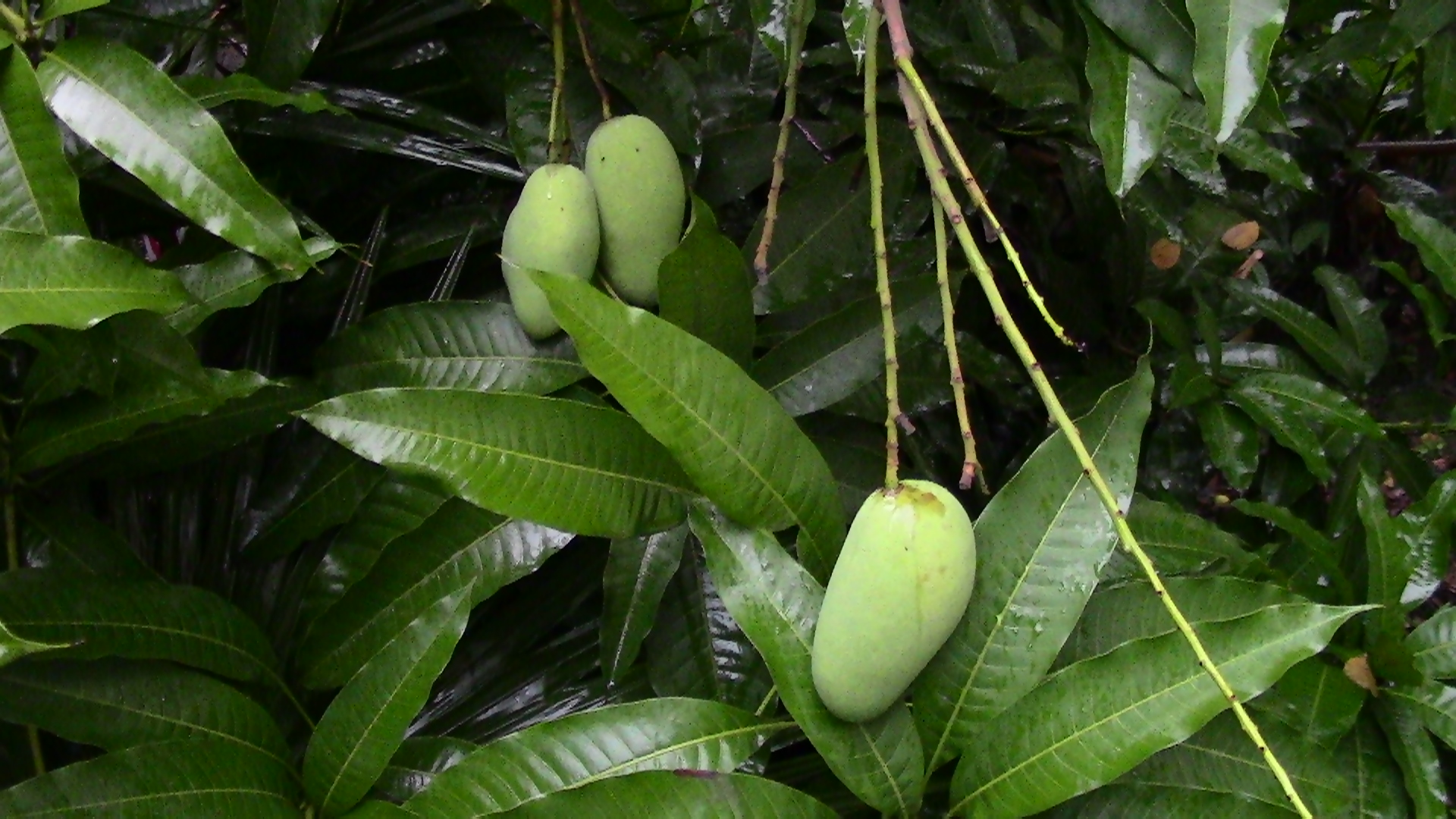
Frutos chok anan en un árbol.
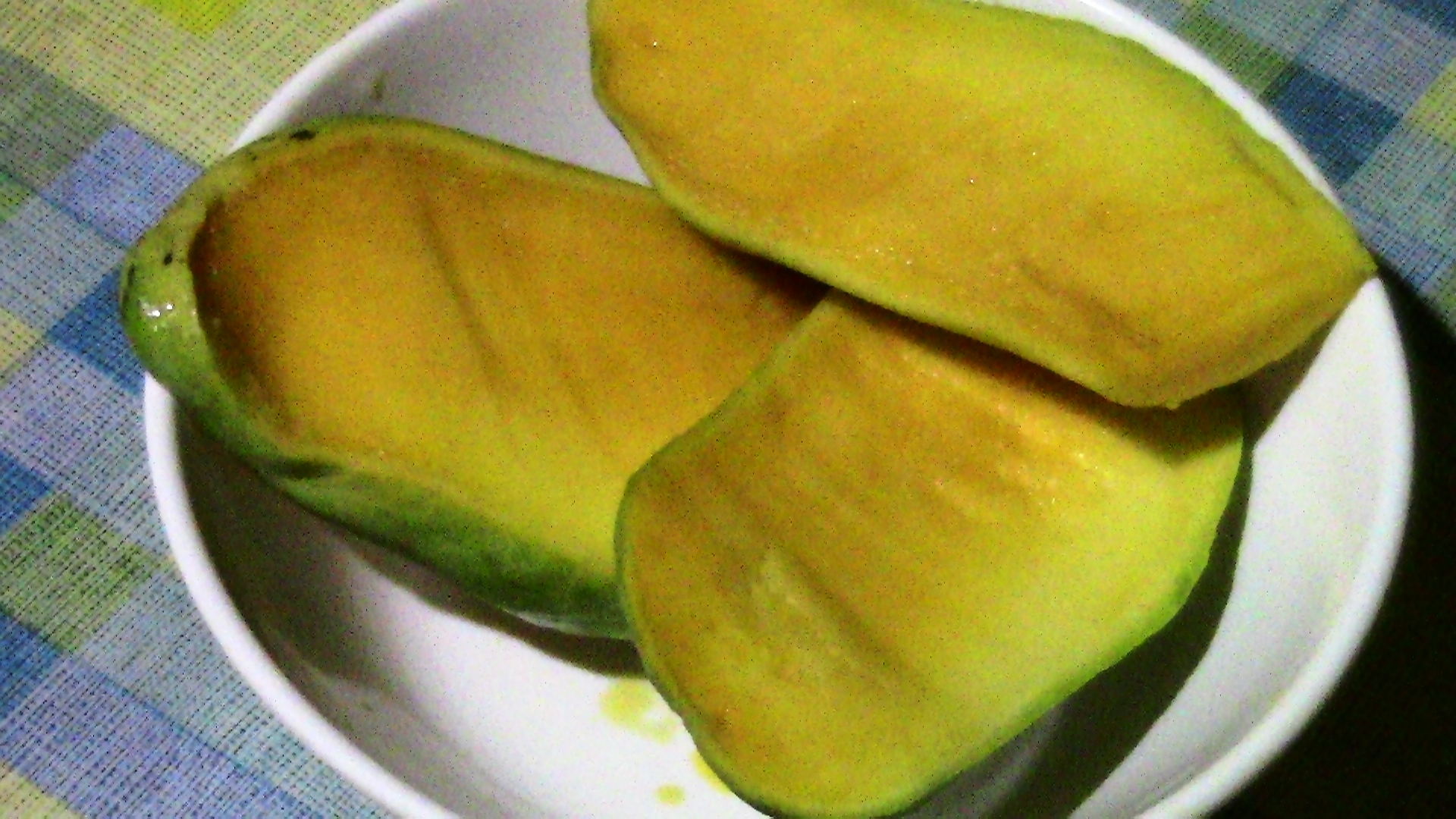
Chok anan maduro cortado en tres pedazos. Obsérvese que su piel todavía posee un tono verdoso.
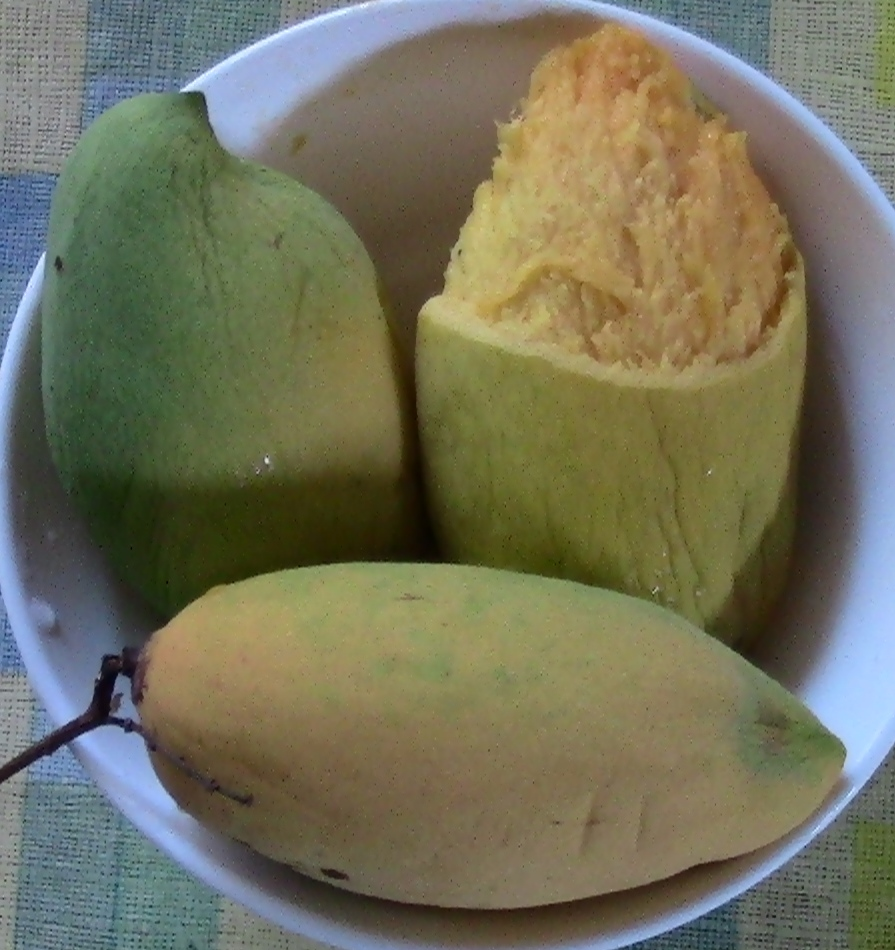
Mangos chok anan semimaduros y listos para ser consumidos.